# گرث دیوید-لوید
گَرِث دیوید-لوید (به انگلیسی: Gareth David-Lloyd) (زاده ۲۸ مارس ۱۹۸۱ در شهر نیوپورت)، هنرپیشه اهل ولز است. از کارهای او می‌توان به ایفای نقش یانتو جونز در سریال تورچ‌وود از فصل ۱ تا ۳ اشاره کرد.
او از سال ۲۰۱۰ با جما جیمز ازدواج کرد و در سال ۲۰۱۲ صاحب یک فرزند دختر شد.
اولین نقش اون به عنوان یک روبات در مدرسه راهنمایی بود. به عنوان یک نوجوان گرف به تئاتر جوانان گوئنت پیوست و در چند نقش از جمله مکبث ظاهر شد.
گرث در سال ۲۰۰۶ اولین نقش جدی خود را در سریال تورچ وود در نقش یانتو جونز ایفا کرد. او در ۳۰ قسمت از ۳۱ قسمت سه فصل اول سریال تورچ وود و همچنین دو قسمت در دکتر هو به ایفای نقش پرداخت. از آن زمان او به همکاری با جیمز موران نویسنده تورچوود و دکتر هو ادامه داد و در فیلم دختر شماره ۹ و قسمت‌هایی از سریال انبار شماره ۱۳ و سینمایی شرلوک هولمز (در نقش واتسون) و همچنین در فیلم جناح سرخ:ریشه‌ها ۲۰۱۱ ایفای نقش کرد.
او همچنین علاقه‌مند به کارگردانی نویسندگی وتهیه‌کنندگی است. او در گروه موسیقی بلو گلیسپای به خوانندگی می‌پردازد.